# Landstraße (Wiener Bezirksteil)
Die Landstraße ist ein Stadtteil Wiens im 3. Wiener Gemeindebezirk Landstraße.

## Geschichte

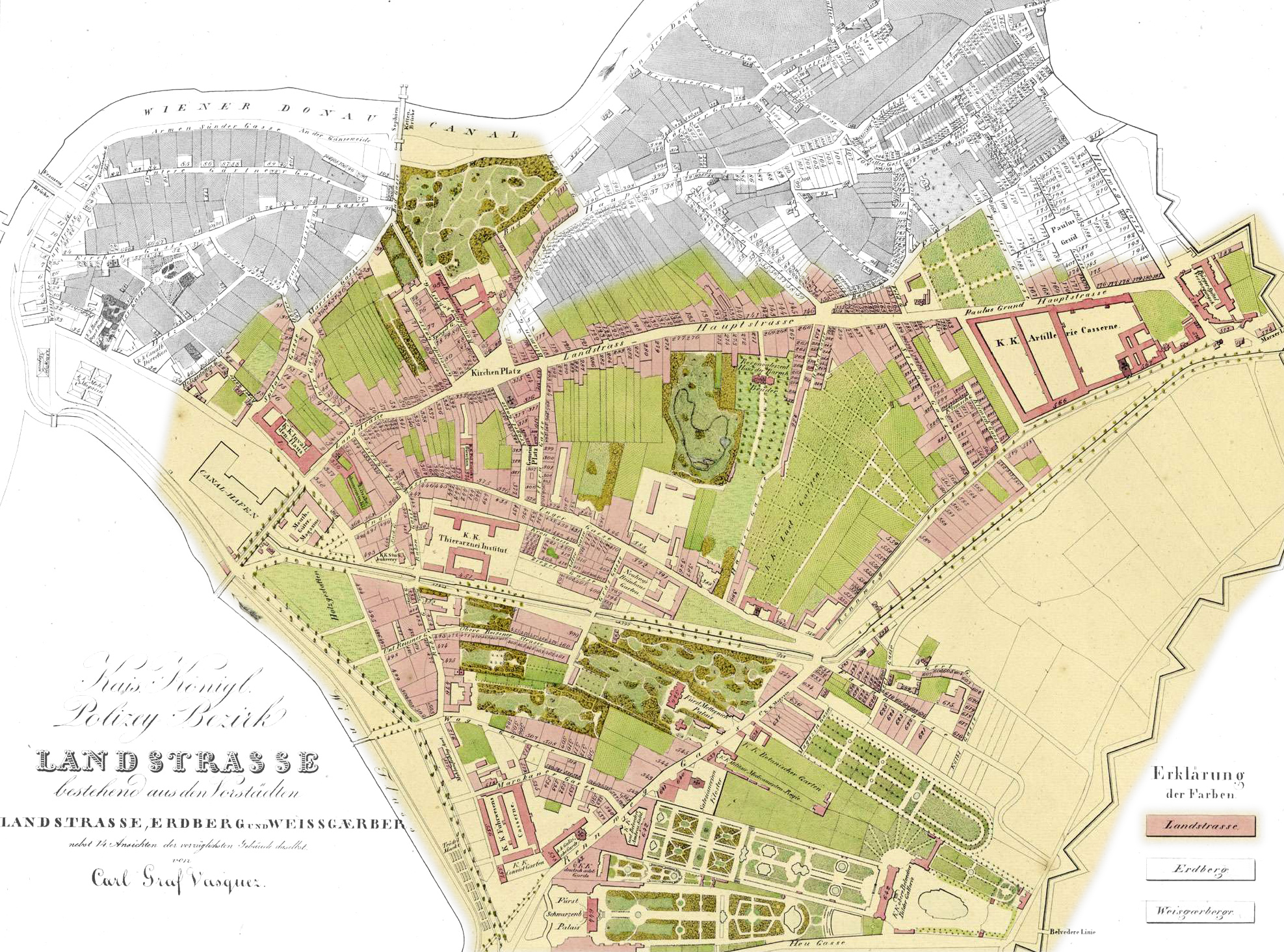
Die Landstraße um 1830

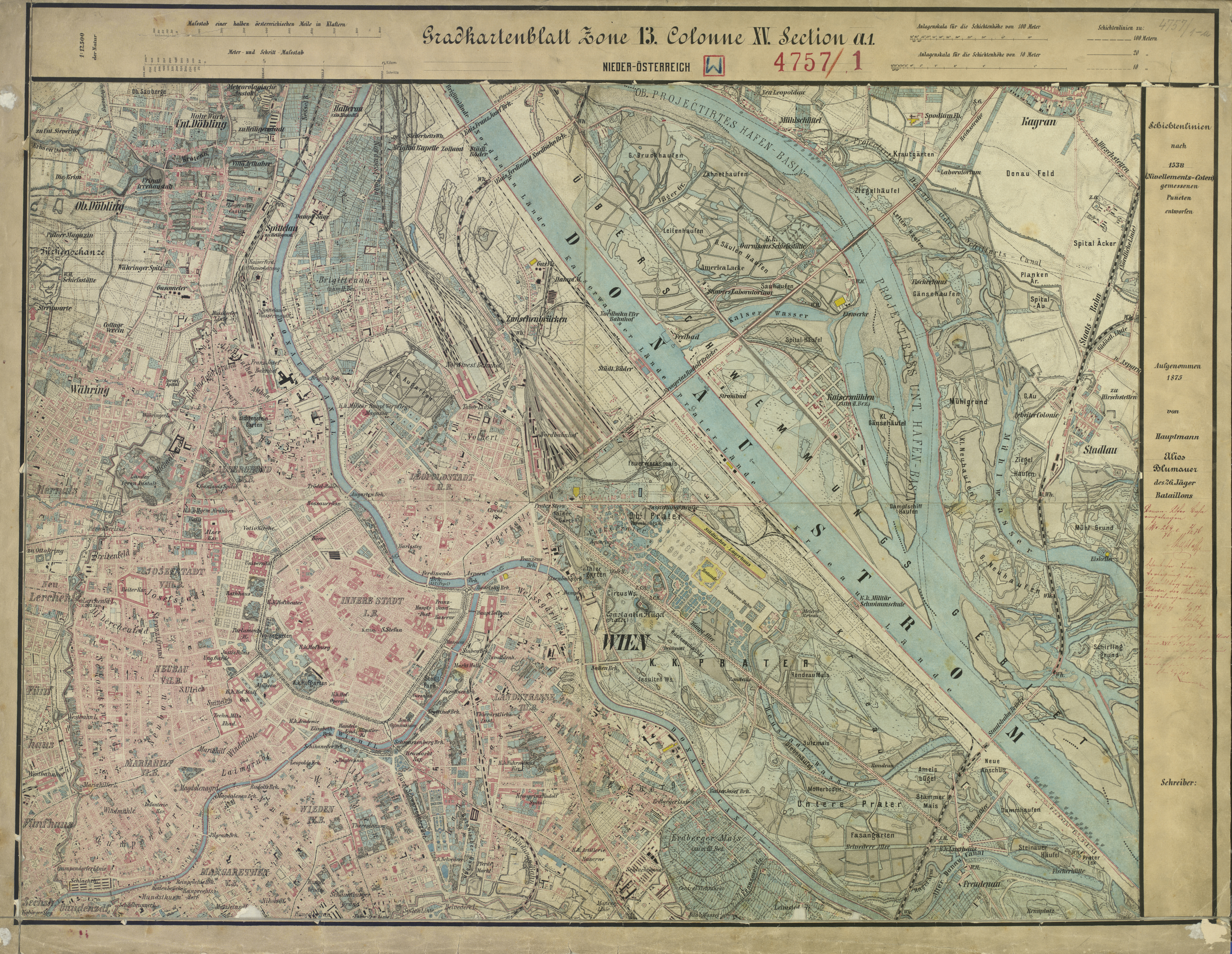
Die Landstraße um 1875 (Aufnahmeblatt 1:25.000 der Landesaufnahme)

Schon unter den Römern befand sich auf diesem Gebiet die Zivilstadt (Canabae) des Legionslagers Vindobona.
Die Vorstadt Landstraße entwickelte sich um eine Niederlassung, die sich im Bereich des heutigen Rochusmarktes um eine Nikolaikapelle gebildet hatte. Noch um 1200 wurde die Vorstadt deshalb als Niklasvorstadt bezeichnet, später wurde das Gebiet auch als Landstrazz, Bey St. Nicolau, Vor dem Stubentore oder An der Landstraß genannt. Der Name „Landstraße“ bezeichnete dabei die von der Stadt Wien auswärts in Richtung Ungarn führende Land- und Heeresstraße, die auf eine römische Limesstraße zurückgeht. In unmittelbarer Nähe befand sich bis 1529 ein Zisterzienserinnenkloster. Dieses war zwar der heiligen Maria geweiht, wurde jedoch wegen der Nähe zur Nikolaikapelle „St. Nikolai vor dem Stubentor“ genannt.
Infolge der Kreuzzüge und des vermehrten Kontaktes mit dem Orient kam es in Wien immer öfter zum Ausbruch von Pest und Aussatz. So entstanden mehrere Siechenhäuser. Eines davon wurde auf dem Gebiet der Landstraße durch den Lazarus-Orden gegründet, das Siechhaus St. Lazar. Die zum Spital gehörende Kapelle weihte man 1370 dem heiligen Markus, worauf sich der Name Sankt Marx für das umliegende Gebiet durchsetzte. Bis 1784 blieb das Spital als „Bürgerspital zu St. Marx“ erhalten. Später brachte man hier arme, gebrechliche Menschen unter. Im 19. Jahrhundert wurde das Gelände von Adolf Mautner erworben und in eine Brauerei umgewandelt.
Wie viele andere Vorstädte litt auch der Ort Landstraße unter den Verheerungen der Türkenbelagerungen 1529 und 1683. Teilweise wurden im September 1529 Gebäude, die der Stadt Wien nahestanden, auch durch die Verteidiger abgebrochen. Obwohl die Belagerung Wiens während der zweiten Türkenbelagerung vor allem von Westen aus erfolgte, ging die Vorstadt Landstraße ebenso wie die umliegenden Orte in Flammen auf. Danach setzte jedoch ein rascher Wiederaufbau ein. Zudem strömte der Adel und das Bürgertum in die Vorstadt und errichtete zahlreiche Palais wie das Belvedere, das Palais Schwarzenberg und das Palais Harrach. Gab es 1775 noch 336 Häuser, so waren es 1849 bereits 741. Zudem entwickelte sich das Gewerbe und die Industrie auf der Landstraße viel stärker als in den umliegenden Orten. So gab es eine Zuckerraffinerie sowie Tuch-, Spiegel- und Klavierfabriken.
Der Bezirksteil ist zu einem guten Teil von der Stadt Wien als bauliche Schutzzone ausgewiesen. Die Schutzzone Landstraße umfasst vor allem den zentralen Bereich um Landstraßer Hauptstraße und Ungargasse (meist alte Vorstadthäuser, aber auch knapp vor oder nach 1900 entstandenen Stadtviertel wie das Dannebergplatz-Viertel oder das Esteplatz-Viertel). Die Schutzzone Botschaftsviertel umfasst dreiecksförmig den gesamten Bereich zwischen Verbindungsbahn, Heumarkt und Rennweg – mit Ausnahme der vieldiskutierten Zone um Hotel Intercontinental und Eislaufverein. Die Palais und Gärten am Rennweg werden mit einigen Gebäuden im Fasanviertel zur Schutzzone Rennweg zusammengefasst.

## Persönlichkeiten
- Franz Josef Hadatsch (1798–1849), Beamter und Schriftsteller
- Johann Nepomuk Hofzinser (1806–1875), Zauberkünstler